# Hutorî-Krîvoșîiinețki, Hmilnîk
Hutorî-Krîvoșîiinețki (în ucraineană Хутори-Кривошиїнецькі) este un sat în comuna Lozna din raionul Hmilnîk, regiunea Vinnița, Ucraina.

## Demografie
Componența lingvistică a localității Hutorî-Krîvoșîiinețki
     Ucraineană (99,76%)
     Alte limbi (0,24%)
Conform recensământului din 2001, majoritatea populației localității Hutorî-Krîvoșîiinețki era vorbitoare de ucraineană (99,76%), existând în minoritate și vorbitori de alte limbi.